# Церковь Непорочного Зачатия Пресвятой Девы Марии (Санта-Крус-де-Тенерифе)
Церковь Непорочного Зачатия Пресвятой Девы Марии (исп. Iglesia de la Concepción) — католическая церковь, находящаяся в городе Санта-Крус-де-Тенерифе, столице Канарских островов, (Испания). Церковь является одним из самых значимых храмов города, поэтому, не являясь собором, как кафедральный Собор Сан-Кристобаль-де-ла-Лагуны, он в народе называется «Собором Санта-Крус». Церковь носит титул "Iglesia Matriz" (Материнская церковь), подчёркивающий её историческую роль в истории распространения католицизма на Канарских островах. Храм располагается на площади, с которой начал формироваться город.

## История
Первоначально на месте современного храма находилась небольшая часовня, построенная испанскими конкистадорами после их высадки на берегу Añazo, на котором стал формироваться будущий город Санта-Крус-де-Тенерифе.
В 1500 году католический священник Хуан Гуерра начал строительство храма в честь Святого Креста. Это была одна из первых церквей, построенных на острове Тенерифе. От именования этой церкви был назван город Санта-Крус-де-Тенерифе. В 1638 году храм Святого Креста был переименован в честь Непорочного Зачатия Пресвятой Девы Марии. 
В 1652 году храм пострадал от пожара и был восстановлен в следующем году. Восстановление башни продолжалось до 1786 года.    
С 1930 по 1996 год в приходе Непорочного Зачатия Пресвятой Девы Марии служили монахи из монашеского ордена иезуитов.

## Архитектура
В современном храме, построенном в стиле барокко и имеющего тосканские элементы колониальной архитектуры, особенным образом выделяется шпиль.
Другой отличительной особенностью храма является наличие в церкви пяти нефов. Данный архитектурный элемент является единственным на Канарских островах.

## Реликвии
Около алтаря находится статуя апостола Иакова Старшего, который является покровителем города. Реликвией храма является также Распятие, находящееся возле алтаря в стеклянной урне. Этот крест был установлен конкистадором Алонсо Фернандес-де-Луго на берегу после высадки.
В церкви находятся почитаемые образы Иисуса Христа Нуэстро-Падре-Хезус-Каутиво и Пресвятой Девы Марии Эсперанса Макарена-де-Санта-Крус-де-Тенерифе.
В храме также находятся несколько могилы общественных деятелей Санта-Крус-де-Тенерифе, сыгравших значительную роль в истории города. 

## Галерея
- Главный алтарь
- Интерьер церкви